# The Speyside (виски)
The Speyside (рус.  Спе́йсайд) — марка одного из шотландских виски, производимого на винокурне Speyside, которая расположена в одноимённом регионе производства виски, названным в честь реки Спей. Винокурня находится близ деревушки Друмгуиш (англ. Drumguish), которая административно относится к области Хайленд.

## История
Винокурня была основана в 1962 году предпринимателем Джорджом Кристи (англ. George Christie), однако строительство было закончено только к 1987-му году. Названа она была в честь одноимённого производства, существовавшего неподалёку в период с 1895 по 1910 гг.
Вискикурня разливает виски под своим брендом выдержкой от 10 лет. Более молодой виски разливается под брендом маркой Drumguish.
Виски бочковой крепости разливается под брендом Scott`s Selection. Годовая производительность 600 000 литров (130 000 галлонов)